# 胡安·瓜爾韋托·岡薩雷斯

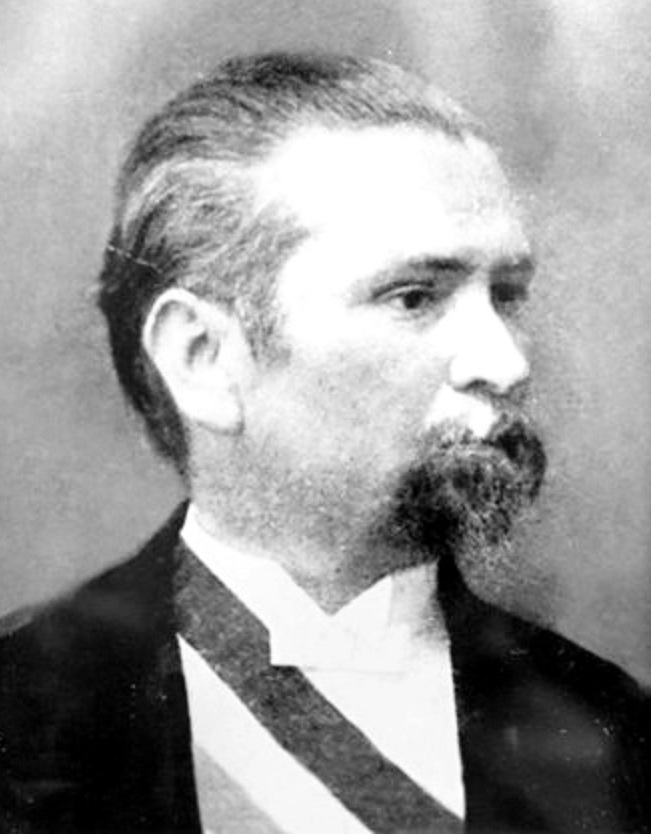
胡安·瓜爾韋托·岡薩雷斯

胡安·瓜爾韋托·岡薩雷斯（西班牙語：Juan Gualberto González，1851年7月12日—1912年7月30日）是一位巴拉圭政治人物。
胡安·瓜爾韋托·岡薩雷斯出生於巴拉圭首都亞松森，是國家共和聯盟的成員。1890年起，岡薩雷斯擔任巴拉圭總統，直到1894年受到軍方壓力辭職。